# レイクアンドペニンシュラ郡 (アラスカ州)
レイクアンドペニンシュラ郡（レイクアンドペニンシュラぐん、英: Lake and Peninsula Borough）は、アメリカ合衆国アラスカ州の南西部に位置する郡である。2010年国勢調査での人口は1,631人である。郡庁所在地はキングサーモンであるが実際には隣接するブリストルベイ郡の中に位置する（ブリストルベイ郡の郡庁所在地はナクネクである）。このような配置はアメリカ合衆国の中でも特異なことである。郡内にある最も人口の多い都市はノンダルトン（人口164人）である。郡内の人口密度は0.0296 人/km2 (0.0767人/mi2) であり、国内で2番目に少ない郡相当地域になっている（アラスカ州ユーコン・コユクク国勢調査地域が最小である）。"Borough"は他の州の郡 (county) 相当の行政単位であり、日本語では「郡」とされている（アラスカ州の郡一覧を参照）。
郡内にはカトマイ国立公園とレイク・クラーク国立公園があり、多くの湖とアラスカ半島があることから郡名が名付けられた。

## 地理と気候
レイクアンドペニンシュラ郡は北緯58度40分、西経156度18分に位置している。アメリカ合衆国国勢調査局に拠れば、郡域全面積は30,907平方マイル ((80,049 km2)であり、このうち陸地は23,782平方マイル (61.595 km2)、水域は7,125平方マイル (18,454 km2)で水域率は23.05%である。その陸地面積はアメリカ合衆国本土で最大の郡であるカリフォルニア州サンバーナーディーノ郡よりも大きく、またウェストバージニア州1州の大きさに匹敵している。

### 隣接する郡と国勢調査地域
- ベセル国勢調査地域 - 北
- キナイペニンシュラ郡 - 東
- コディアックアイランド郡 - 南東
- アリューシャンズイースト郡 - 西
- ブリストルベイ郡 - 西
- ディリンガム国勢調査地域 - 西

### 国立保護地域
- アラグナク原始河川

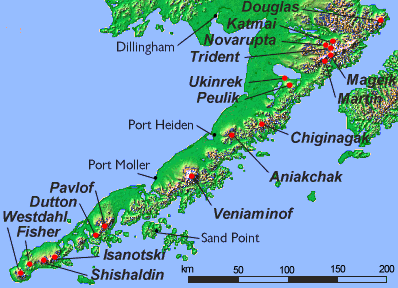
アラスカ半島と火山

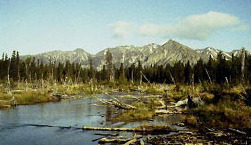
レイク・クラーク

- アラスカ海洋国立野生生物保護区、アラスカ半島にかかっている
  - サトウィック島
- アラスカ半島国立野生生物保護区（部分）
- アニアクチャク国立保護区および保護地
- ベチャロフ国立野生生物保護区（部分）
  - ベチャロフ原生地（部分）
- カトマイ国立公園および保護地（部分）
  - カトマイ原生地（部分）
- レイク・クラーク国立公園および保護地（部分）
  - レイク・クラーク原生地（部分）

## 人口動態
以下は2000年の国勢調査による人口統計データである。
| 基礎データ - 人口: 1,823人 - 世帯数: 588 世帯 - 家族数: 418 家族 - 人口密度: 0.023人/km2（0.059人/mi2） - 住居数: 1,557 軒 - 住居密度: 0.02軒/km2（0.05/mi2） 人種別人口構成 - 白人: 18.76% - アフリカン・アメリカン: 0.05% - ネイティブ・アメリカン: 73.51% - アジア人: 0.22% - 太平洋諸島系: 0.16% - その他の人種: 0.33% - 混血: 6.97% - ヒスパニック・ラテン系: 1.15% 言語による構成 - ユピック語：5.41% - アルティイク語：3.87% - アサバスカ語：1.23% | 年齢別人口構成 - 18歳未満: 37.8% - 18-24歳: 8.5% - 25-44歳: 28.0% - 45-64歳: 20.2% - 65歳以上: 5.2% - 年齢の中央値: 29歳 - 性比（女性100人あたり男性の人口） - 総人口: 113.5 - 18歳以上: 124.1 世帯と家族（対世帯数） - 18歳未満の子供がいる: 44.7% - 結婚・同居している夫婦: 48.5% - 未婚・離婚・死別女性が世帯主: 9.7% - 非家族世帯: 28.9% - 単身世帯: 24.7% - 65歳以上の老人1人暮らし: 3.9% - 平均構成人数 - 世帯: 3.10人 - 家族: 3.74人 |

## 都市と町
法人化都市は6つあり、他は国勢調査指定地域である。人口はどこも100人前後の町が多く、最小はポープ・バノイランディングの6人である。
| - チグニク - チグニクラグーン - チグニクレイク - エゲギク - イギウギグ - イリアムナ | - イワノフベイ - コクハノク - リベロック - ニューハレン - ノンダルトン - ペドロベイ | - ペリービル - パイロットポイント - ポープ・バノイランディング - ポートアルスワース - ポートハイデン - ウガシク |